# کریسپین گلاور
کریسپین هلیون گلاور (به انگلیسی: Crispin Hellion Glover) (زاده ۲۰ آوریل ۱۹۶۴) بازیگر آمریکایی است.
از کارهای او می‌توان به بازی در فیلم‌های مستر نایس، فرشتگان چارلی، فرشتگان چارلی ۲، آلیس در سرزمین عجایب، مردی با کیف، جکوزی ماشین زمان، جایی که قلب آنجاست، حتی دختران گاوچران هم نغمه‌های بلوز را می‌فهمند، گردباد، شگفت‌انگیز عجیب و پرستار بتی اشاره کرد.